# محمود فرشتشيان
محمود فرشتشيان (1930 - 9 أغسطس 2025)، هو رسام وفنان تشكيلي إيراني يُعتبر من رواد فن المنمنمة. وُلِد في مدينة أصفهان في إيران. تتميز أعماله باشتمالها على مواضيع دينية، وأظهر منذ نعومة أظفاره عبقريته وموهبته الخاصة في مجال الرسم. تلقى تعليمه في أستوديو الرسم الخاص بميرزا آغا إمامي، وأدرك إمامي موهبة فرشتشيان في الرسم. سافر فرشتشيان إلى أوروبا للدراسة في المعهد الموسيقي للفنون الجميلة بعد تمام تخرجه من مدرسة أصفهان للفنون الجميلة، وقضى عدة سنوات في دراسة أعمال الفنانين الغربيين في المتاحف. بحسب كلماته، كان أول شخص في أوروبا يدخل متحفًا ومعه مجموعة من الكتب وقلم، وآخر من يغادره.